# Монтемилоне
Монтемилоне (итал. Montemilone) је насеље у Италији у округу Потенца, региону Базиликата.
Према процени из 2011. у насељу је живело 1685 становника. Насеље се налази на надморској висини од 350 м.

## Становништво
Према резултатима пописа становништва 2011. у општини је живело 1.725 становника.
| 1931. | 1936. | 1951. | 1961. | 1971. | 1981. | 1991. | 2001. | 2011. |
| ----- | ----- | ----- | ----- | ----- | ----- | ----- | ----- | ----- |
| 3.824 | 4.240 | 4.762 | 4.149 | 2.905 | 2.667 | 2.122 | 2.000 | 1.725 |

## Партнерски градови
- Каноза ди Пуља